# Thumbcast
Thumbcasting es un método de envío de contenidos tales como audio, vídeo, fotos y texto a un teléfono móvil u otro dispositivo móvil a través de SMS, WAP push, o algún otro método de entrega digital.

## ¿De dónde viene?
El término Thumbcast se utilizó por primera vez el 15 de marzo de 2007 por 80.108 medios de comunicación en su página web. Dichos medios, se suscribieron a canales que estaban disponibles a través de SMS como "thumbcasts". 
El 9 de abril de 2007, el Boston Globe publicó una artículo sobre thumbcasts llamado "fragmentos de las noticias, a través del móvil". El artículo comenzó con la línea, " los Thumbcasts están llegando a Boston." . En esta, se pasó a describir cómo los medios de comunicación 80108, fueron el envío de mensajes de texto que contienen comentarios de música, mensajes de alertas y noticias emitidas desde distintos thumbcasters. 
Habían hecho Thumbcasts desde hace años, pero estos nunca tuvieron un término específico. De hecho, la mayoría de las personas que poseen un teléfono móvil han experimentado alguna forma de thumbcasting. Ya sea mediante un mensaje que anuncia un próximo partido de cualquier club, o una actualización de noticias de su proveedor de móvil, que básicamente tiene un thumbcast.
Muchas compañías están usando thumbcasting como una manera de anunciarse. La mayoría de los proveedores de móviles envían mensajes que informan a los usuarios sobre las nuevas características.

## ¿Qué es Phonecasting?
Un phonecast es un audio o videoclip que está diseñado específicamente para su difusión a través de teléfonos móviles. Estos phonecasts podrían ser en directo, o pueden ser pregrabados en streaming. 
Los pódcast se suelen descargar en un ordenador, iPod, o reproductor de MP3. Los Phonecasts son similares, pero descargados a un teléfono móvil. 
Por otra parte, phonecasting es el proceso mediante el cual los phonecasters envían su contenido a teléfonos móviles a través de proveedores de servicios inalámbricos.

## ¿Cómo se utiliza?
Thumbcasting y phonecasting pueden utilizarse de muchas maneras. 
- Al anunciar eventos.
- Envío de contenido divertido.
- Ofrecer contenidos educativos.
- Anunciar promociones.
- Envío de alertas de noticias de última hora.
- Envío de alertas meteorológicas.